# Francesco Pendasio
Francesco Pendasio (1571 – setembro de 1616) foi um prelado católico romano que serviu como bispo de Alba de 1605 a 1616.

## Biografia
Francesco Pendasio nasceu em Mântua, na Itália, em 1571. No dia 18 de Julho de 1605, foi nomeado durante o papado de Paulo V como Bispo de Alba. A 10 de Agosto de 1605, foi consagrado bispo por Girolamo Bernerio, Cardeal-bispo de Albano, onde serviu até à sua morte em Setembro de 1616.